# Stefano Beltrame
Stefano "Teto" Beltrame (Biella, 8. veljače 1993.) talijanski je profesionalni nogometaš koji igra kao napadački vezni igrač za bugarski klub CSKA Sofia.  

## Klupska karijera

### Juventus
Rođen u Bielli, pokrajini Pijemont, Beltrame je započeo svoju karijeru u mladosti s Novarom Calcio. Juventus FC potpisao je 2011. godine u suvlasničkom dogovoru, u iznosu od 750 000 eura, U lipnju 2013., nakon što je pomogao klubu u nekoliko natjecanja za mlade reprezentacije, uključujući Coppa Italia Primavera iz 2013. i Torneo di Viareggio iz 2012. godine. Tijekom sezone 2012–13, Beltrame je također počeo dobivati nekoliko poziva iz prvog tima od strane glavnog trenera, Antonia Contea. Juventus je potpisao Beltramea odmah uz dodatnu naknadu od 750.000 eura (polovina prava za registraciju Alberta Libertazzija plus 300.000 eura). 
Debitirao je za Juventus 26. siječnja 2013. protiv Genoe, ušavši kao zamjena u 82. minuti umjesto Claudia Marchisia, dok je klub tražio pobjedu tijekom neriješenog rezultata 1: 1. Beltrame je zamalo postigao pogodak samo nekoliko minuta nakon uvođenja, ali Sebastien Frey je taj šut obranio. 

### Bari (posudba)
Dana 2. rujna 2013. Beltrame je potpisao Bari na jednogodišnju posudbu. U siječnju 2014., međutim, polovina prava na registraciju njegova ugovora zamijenjena je 50% registracijskim pravima Vincenza Fiorilla iz Sampdorije. Prema sporazumu o zajedničkom vlasništvu između Juventusa i Sampdorije, Sampdorija bi stekla ugovorna igračka prava igrača, a igrač bi ostao na posudbi s Barijem do kraja sezone Serie B od 2013-14. Ugovor o suvlasništvu između Juventusa i Sampdore službeno je obnovljen 18. lipnja 2014. 

### Modena (posudba)
Dana 1. srpnja 2014., Beltrame se službeno pridružio Sampdoriji nakon zaključenja ugovora o zajmu, iako je ubrzo dogovoreno da će se pridružiti Serie B, Modeni na još jednom sezonskom ugovoru o posudbi. Međutim, u zimskom prijelaznom roku iz 2015. godine Beltrame se vratio u Juventus za milijun eura u četvorogodišnjem ugovoru, s Jakubom Hromadom i Atila Vargom preselili su se u Sampdoriju za 600.000 eura, odnosno 400.000 eura.  

### Pro Vercelli (posudba)
U ljeto 2015. godine potpisao ga je Pro Vercelli u privremenom sporazumu. Dana 1. veljače 2016. godine potpisao je za Pordenone. 

### CSKA Sofija
Dana 27. siječnja 2020. Beltrame je potpisao stalni ugovor s bugarskom CSKA Sofijom, zarađujući prijavljenih 1,5 milijuna eura godišnje. 
U 21 nastup zabio je 3 pogodaka.

### C.S. Marítimo
Dana 15. siječnja 2021. Beltrame je potpisao ugovor s portugalskim C.S. Marítimom.

## Međunarodna karijera
Beltrame je predstavljao Italiju na međunarodnoj razini U-18, U-19 i U-20. U 19 međunarodnih utakmica mladih postigao je 7 golova, a bio je ključna sastavnica u talijanskim kvalifikacijama za U-19 UEFA Euro. 